# دارث مول

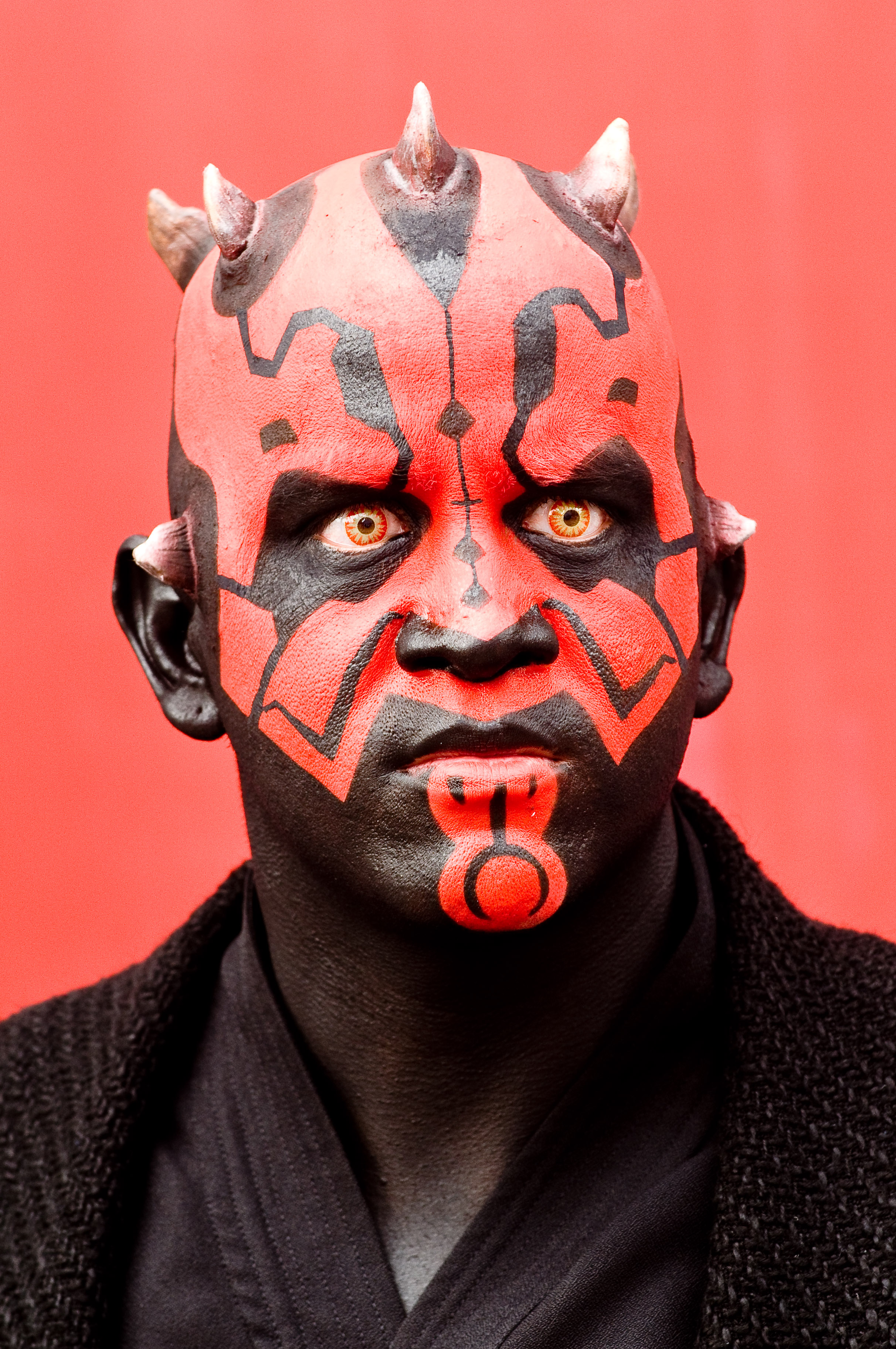
شخص في زي دارث مول

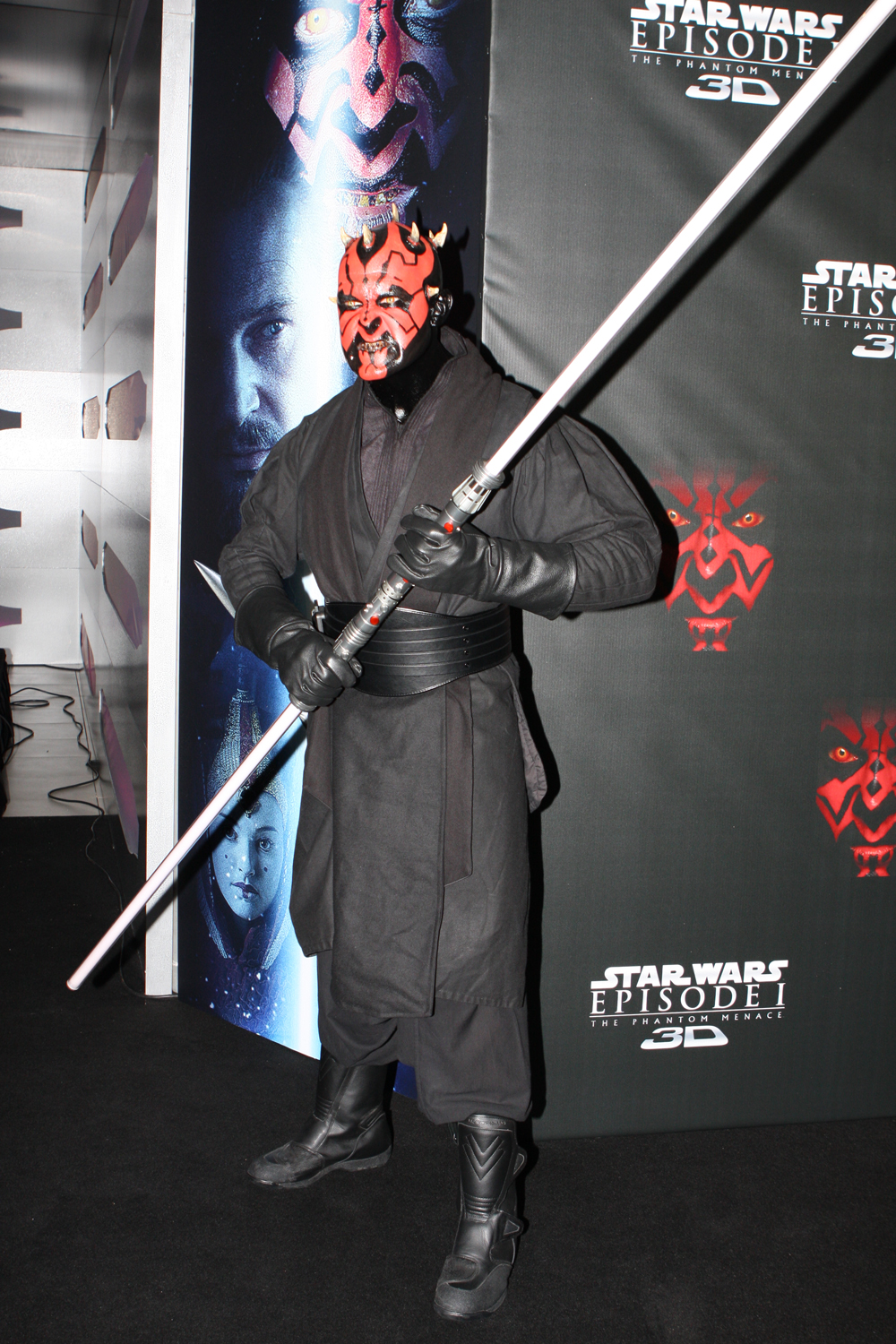
دارث مول بسيفه المزدوج

دارث مول هو شخصية خيالية في ملحمة الخيال العلمي حرب النجوم. وهو أحد المتدربين لدى دارث سيديوس (الشخصية الخفية للإمبراطور بالباتين)، وهو يجيد استخدام السيف الضوئي المزدوج. دارث مول هو الخصم الرئيسي في حرب النجوم الحلقة الاولى: تهديد الشبح وأحد الخصوم الرئيسيين في مسلسل حرب النجوم: حروب المستنسخين. أصبح أحد الشخصيات الرئيسية في النصف الأخير من الموسم الرابع ووأصبح الشرير الرئيسي في الموسم الخامس.

## الظهور
قدمت الشخصية أول مرة في فيلم تهديد الشبح، حيث طلب منه دارث سيديوس أسر الملكة بادمي أميدالا والتخلص من فارس الجيداي كوي غون جين وتلميذه أوبي وان كينوبي.
يذهب دارث مول إلى تاتوين ليعترض كوي غون جين قرب سفينة الملكة. ودخل كوي غون في معركة مع دارث مول بسيوف الليزر وينجح في الهرب من مطارده.
أثناء مشهد الفيلم النهائي، يبارز مول كلا من كوي غون وأوبي وان. خلال المعركة يقوم مول بطعن كوي غون في معدته بسيف الليزر مسببا له جرحا قاتلا. ثم قام بضرب أوبي وان وأسقطه في هوة أحد المفاعلات؛ ينجح أوبي وان بإنقاذ نفسه في اللحظة الأخيرة، حيث استخدم القوة لدفع نفسه خارج الهوة، وأخذ سيف سيده. استطاع أوبي وان أن يضرب دارث مول بسيفه على خصره ويقسمه إلى نصفين قبل أن يقع الشرير في الهوة.
كان مقتل كوي غون قد جعل أوبي وان كينوبي هو المسؤول عن تدريب أناكين لبقية الثلاثية.

### حرب النجوم: حرب المستنسخين
في مسلسل حرب المستنسخين والذي تقع أحداثه بين الحلقتين الثانية والثالثة، تم التحدث عن أصل دارث مول كمحارب من كوكب داثومير. وأن الأوشام التي تغطي جسمه هي علامات المحاربين (وهو ما يخالف المصادر السابقة في الأدب الموسع التي تذكر أنها علامات لأسياد السيث).
ذكر في المسلسل أن لدى دارث مول شقيقين هما سافاج أوبرس وفيرال. اختطف أوبرس من قبل الساحرات وحولنه إلى وحش عديم الرحمة خاضع سيطرتهم، وقام أوبرس بقتل شقيقه فيرال ليكتمل تحوّله. ثم تورط أوبرس في الصراع بين الكونت دوكو وأساج فينتريس، لكنه تحرر من سيطرتهما. ثم عاد إلى الساحرات قبل يذهب للبحث عن شقيقه دارث مول.
نجا دارث مول من موته في تهديد الشبح، وجاهد للبقاء حتى وصل إلى كوكب لوثو مينور وتحول إلى نصف إنسان آلي حيث كان نصفه الأسفل على شكل عنكبوت آلي. ظل دارث مول غارقا في الكآبة حتى عثر عليه أوبرس، فقرر بعدها أن ينتقم من أوبي وان كينوبي. عاد مول إلى داثومير وأعطته الساحرات قدمين آليتين، وأخبره أوبرس أن حرب المستنسخين بدأت بدونه. ساعده أوبرس في عملية انتقامه بأن هاجم إحدى القرى ليجذب فرسان الجيداي إليها. لكن القائد أساج فينتريس ظهر فجأة ليقبض على أوبرس ويأخذ الجائزة الموضوعة عليه، ما جعل الأخير يتخلى عن خطته. يقوم كينوبي وفينتريس بمبارزة مول وأوبرس لكنهما يدركان أن مول متفوق عليهما فيهربان. فيقرر مول الا يتبعهما ويظل منتظرا لفرصة أخرى.
عاد دارث مول وأوبرس في الموسم الخامس، حيث قررا بناء عالمهما الإجرامي وسحق كل من يقف بطريقهما وحاولا جمع اتباع من المجرمين والقراصنة. لكن أوبي وان أتى مع زميله أدي غاليا لقتال دارث مول، وقتل غاليا على يد أوبريس، قبل أن يهرب مول وأوبريس على إحدى السفن. لاحقا، عثر عليهما الجنرال بري فيسلا، الذي أعطى دارث مول ساقين جديدتين، وأوبريس يدين جديدتين، واستغل الأخوان الفرصة لكي ينتقما من أوبي وان كينوبي. عرض دارث مول على فيسلا فرصة استرداد كوكب ماندالور تحت سيطرته، فعاد لطرقه القديمة لتجنيد الجماعات الإجرامية والتخلص من قادتها. من هناك، رتّب لوصول فيسلا إلى السلطة بأن جعل مجموعة من المجرمين تهاجم ماندالور وقبض عليهم ولام الدوقة ساتين عليها، فجعل نفسه في موضع البطل. لكنه توقع أن يغدر به فيسلا فاستبدله بسياسي فاسد يدعى ألميك، ثم تحدى فيسلا في مبارزة وانتصر عليه وأخذ سيفه، فكسب ولاء الجماعة وطرد بو كاتان الذي قاد الموالين لفيسلا. من هناك، حاول مول مجددا جذب أوبي وان بأن ترك الدوقة تهرب وتتصل بمجلس الجيداي. لم ينجح اوبي وان بالهرب مع الدوقة، فأسره مول وقتل الدوقة أمامه ثم أرسله إلى زنزانة ليعذب هناك، قبل أن يحرره الثوار.
أحس مول بقدوم دارث سيديوس إلى الكوكب، ورغم ان سيديوس أعجب ببقاء تلميذه السابق على قيد الحياة طول هذه السنين، فقد رآه منافسا واستعمل القوة لخنقه. قرر الأخوة الانتقام ومواجهته لكنهم هزموا امامه وقتل أوبريس في المواجهة. بعد موت أوبريس، أخبر دارث سيديوس تلميذه السابق أنه تم استبداله، فسحب مول الغاضب سيفه ضيد سيده القديم، لكنه هزم أمامه. توسل مول طلبا للرحمة، لكن سيديوس تجاهله وأطلق عليه موجات من البرق، لكنه لم يقتله لأنه قال أنه قد يستفيد منه يوما ما.

### أدب حرب النجوم
- في رواية دارث بلاغويس، يذهب دارث سيديوس إلى كوكب داثومير حيث يعثر على دارث مول الطفل ويستشعر القوة بداخله، فيقرر أن يتبناه ويدربه قبل أن يستشعر بقوته فرسان الجيداي الآخرون.
- في قصة دارث مول: صياد الظلال، يقوم دارث سيديوس باختطاف مول الصغير من مدرسة الجيداي وغطى وجهه بالأوشام. قام مول بعدد من العمليات الإرهابية والاغتيالات لصالح سيده، حيث استهدف السياسيين وزعماء الجريمة والتجار والجنرالات.
- صدرت عام 2012 رواية أدب الشباب بعنوان حرب النجوم: غضب مول وهي مكتوبة على شكل سيرة ونشرتها مؤسسة سكولاستيك.

## الخصائص

### الفكرة والمنشأ
وصف جورج لوكاس صورة دارث مول بأنه «شكل أتى من أسوأ كوابيسك». عرض المصمم إيان مكايغ على لوكاس شكلا صممه مستندا فيه على كابوس رآه، لكن الشكل رفض، لكن استلهم منه شكل الساحرة أساج فينتريس في حكايات حرب النجوم اللاحقة. في إحدى الأيام، قام مكايغ برسم طاقم القسم الفني على شكل زعماء السيث، ورسم ديفد دوزوريتس، رئيس مجموعة التحريك، مع بطاقة إلكترونية على وجهه. أعجب لوكاس بالفكرة وبدأ مكايغ بإنتاج رسوم مماثلة.
لم يعجب مكايغ برسوم مصمم الإنتاج غافنبوكيت، وبدأ بتغطية الرسوم بشريط لاصق. أعجب هو ولوكاس بالنتيجة، ووصفها بأنها «شكل من أشكال اختبارات رورشاش». وضع وجه مكايغ على الرسم النهائي، وتمت زخرفته استنادا على ثلاثة أشياء: فكرة «وجه مسلوخ»، وأصباغ الوجوه لدى القبائل الأفريقية، اختبارات حبر أخرى.
كان رأس دارث مول يحتوي على ريش في البداية، مستندا في شكله على تماثيل الطوطم، لكن طاقم المؤثرات بقيادة نيك دودمان غير الريش إلى قرون، حيث عدل شكل الريش إلى التصوير المسيحي السائد عن الشيطان
تم تعديل لباسه أيضا، من بدلة ضيقة مع تكوين عضلي إلى بدلة سيث مستندة على ثياب الساموراي، لأن معارك سيوف الليزر تتضمن الكثير من القفز والدوران. كما كان مقررا وضع قناع على وجه مول ينافس قناع دارث فادر، بينما يضع أعضاء مجلس الشيوخ الأصباغ والوشام على وجوههم. لكن تقرر تطبيق الأمر على دارث مول بدل أعضاء مجلس الشيوخ.

### التصوير

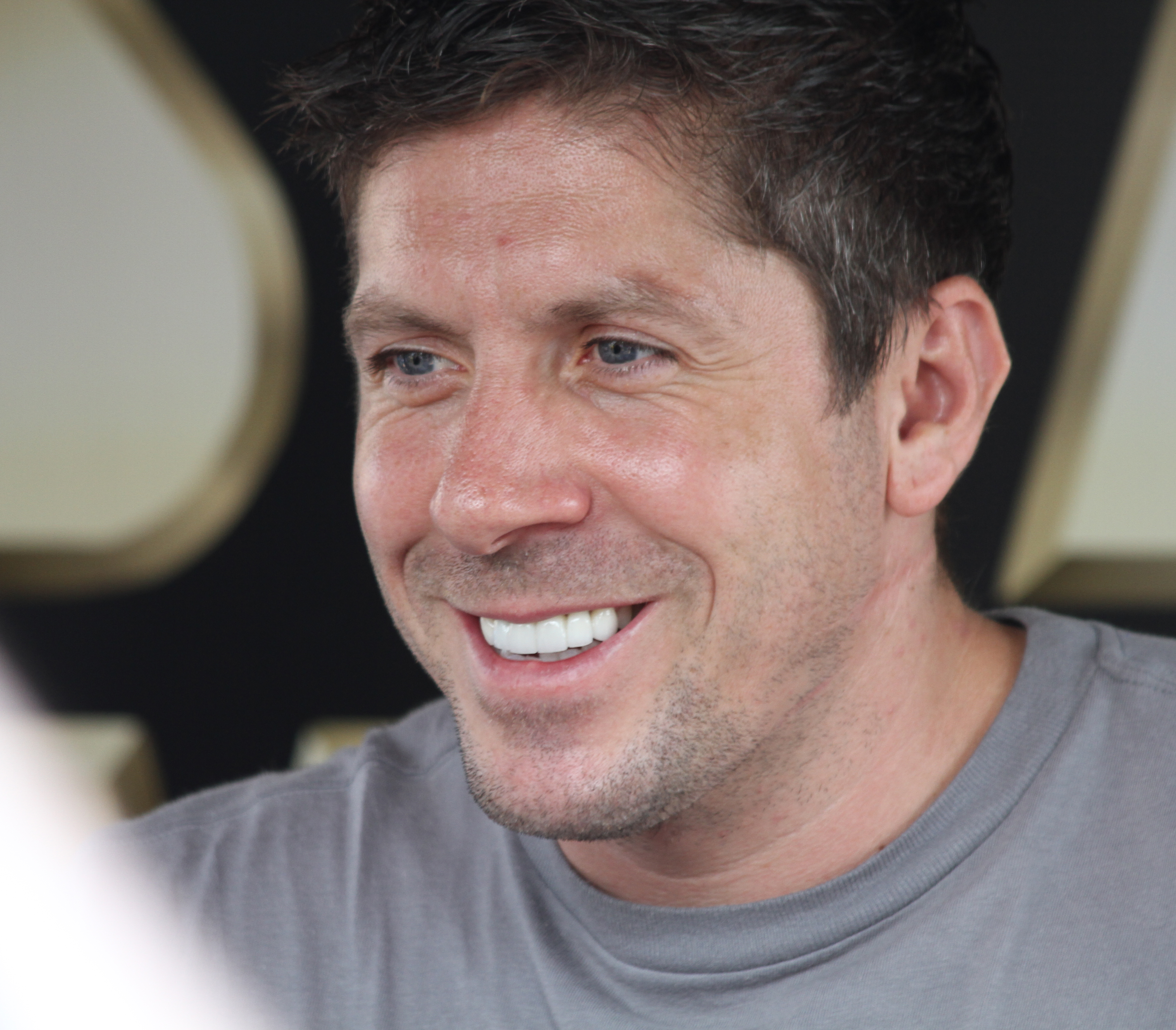
راي بارك الذي ادى دور مول في الفيلم

- مثل دوره في الحلقة الأولى لاعب الفنون القتالية الإسكتلندي راي بارك.
- أدى صوته بيتر سيرافينوفيتش في الحلقة الأولى وكذلك في لعبة ليغو ستار وورز.
- أدى غريغ برغر صوته في اللعبة المبنية على الحلقة الأولى.
- أدى جيس هارنيل صوته في حرب النجوم: انتقام المتسابق ولعبة حرب النجوم: ميادين القتال المجرية ولعبة حرب النجوم: الدمار.
- أدى صوته ستيفن ستانتون في حرب النجوم: الجبهة 2.
- أدى صوته كلينت باجاكيان في حرب النجوم: سوبر بومباد ريسينغ ولعبة جبهة حرب النجوم: سرية النخبة.
- أدى صوته سام ويتور في حرب المستنسخين وكذلك في لعبة ليغو حرب النجوم: الإمبراطورية تهجم.

### الثقافة الشعبية
منذ إصدار فيلم تهديد الشبح، أصبح دارث مول أحد أكثر الشخصيات شعبية. ووضعه موقع آي جي إن في المرتبة السادسة عشرة بين أعظم شخصيات حرب النجوم، وذكروا «من بين الشخصيات الذي مرت على ملحمة حرب النجوم، فلم يظهر بينها من هو أشرس وأقوى من دارث مول».
كانت بضاعة دارث مول ذات شعبية بين مجوعة ألعاب حرب النجوم في هاسبرو، وتم تطوير نسخة بلاستيكية لسيفه المزدوج وعدة دمى مشابهة له. كان دارث مول النقطة المركزية للحملة التسويقية التي أحاطت بإعادة إصدار فيلم تهديد الشبح عام 2012، حيث عرض على مغلفات الألعاب. كما تمت محاكاة سيفه المزدوج في عدد من البرامج، مثل حلقة عائلة سيمبسون «بيت شجرة الرعب 10»، كما ظهر سلاح مماثل سلسلة ألعاب راتشيت وكلانك. دارث مول هو من بين الشخصيات المتوفرة في لعبة توني هوك برو سكيتر 3.